# Traité de Valognes
Mantes (1354) Bordeaux (1357)
Le traité de Valognes est un traité signé à Valognes, en Normandie, le 10 septembre 1355, entre le roi de France Jean II et le roi de Navarre Charles II, confirmant le traité de Mantes, signé l'année précédente.

## Historique
Le traité de Valognes fut signé après maintes plaintes du roi de Navarre auprès du pape. En effet Charles II de Navarre se plaignait des mauvais traitements que lui infligeait Jean II de France. Le roi de Navarre réussit à apitoyer le pape Innocent VI et le Conseil royal, ceux-ci demandèrent la clémence pour Charles II le Mauvais. Le roi de France se méfiait des Anglais, mais malgré tout Jean II le Bon accepta avec regret de traiter avec son gendre le roi de Navarre.
Le traité fut signé à Valognes le 10 septembre 1355. Il confirmait le traité de Mantes. En outre, le roi de France rendait à Charles II de Navarre tous ses biens et privilèges. Par son changement d'attitude, le roi de Navarre anéantissait les projets qu'Édouard III d'Angleterre avait échafaudés pour l'avenir.

## Sources
- Georges Bordonove, Les Rois qui ont fait la France - Les Valois - Charles V le Sage, t. 1, Pygmalion, 1988.
- Bruno Ramirez de Palacios, Charles dit le Mauvais : Roi de Navarre, comte d'Evreux, prétendant au trône de France, Le Chesnay, Bruno Ramirez de Palacios, janvier 2015, 530 p. (ISBN 978-2-9540585-2-8)